# 도이츠

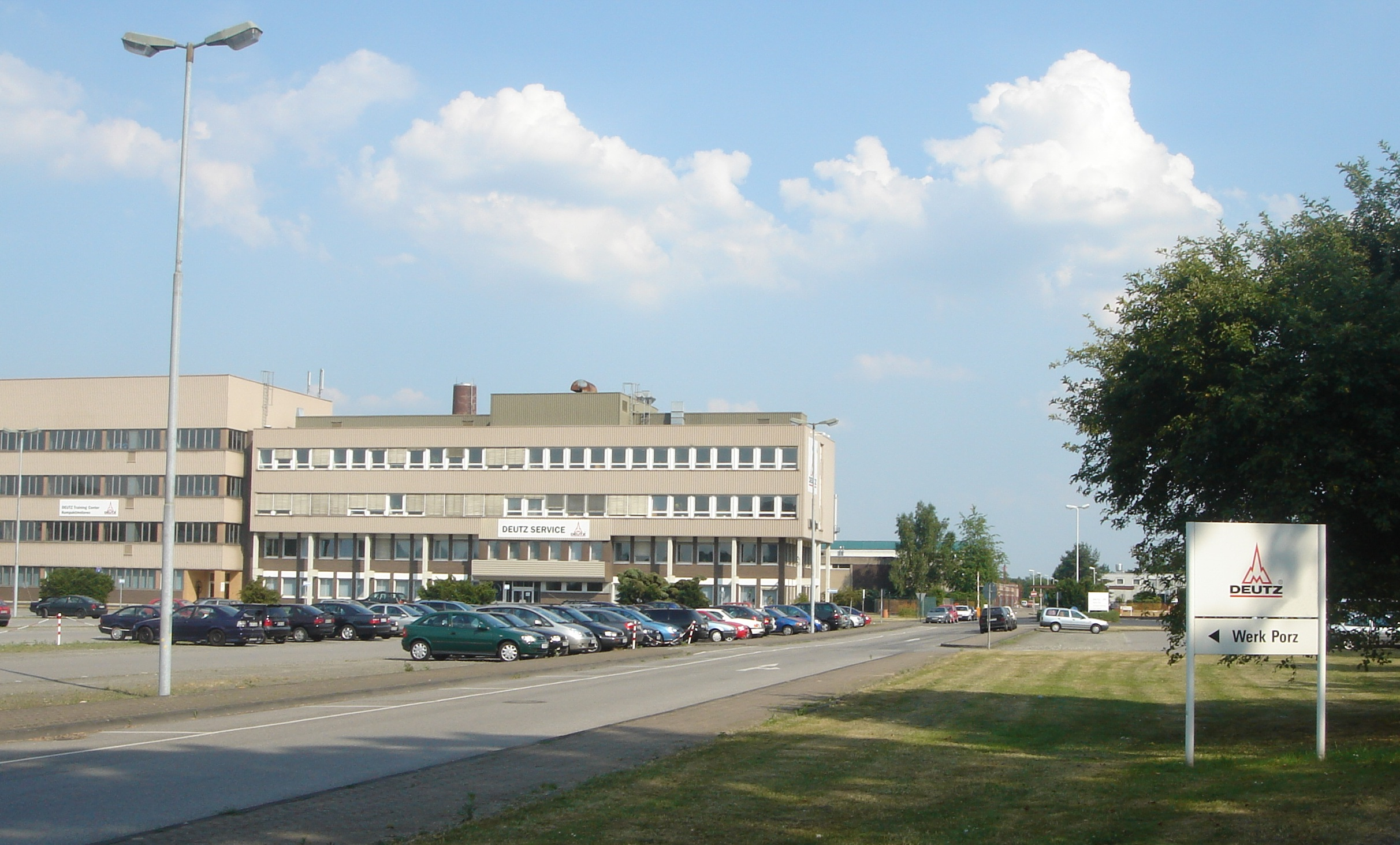
도츠 AG 생산 공장

도츠(Deutz AG)는 독일의 내연기관 제조업체이다.

## 역사
이 기업은 4행정 내연기관의 발명자 니콜라우스 오토와 그의 파트너 유진 랑겐에 의해 1864년 3월 31일 N. A. Otto & Cie라는 사명으로 설립되었다.
초기 수년 간 오토와 랑겐은 자동차가 아닌 고정형 엔진 생산에만 관심이 있었다. 기술 감독 고틀리프 다임러는 자동차 생산에 열정적이었다.

## 엔진
도츠 엔진은 4~500kW급으로 이용이 가능하다.
부품과 서비스는 전 세계적으로 이용이 가능하다. 미국과 캐나다에서 배급망은 수년 전 설립되어 북아메리카에 부품과 서비스를 제공하고 있다.